# Steglitz
Steglitz (pronunciación en alemán: /ˈʃteːɡlɪt͡s/ⓘ) es una localidad alemana del distrito de Steglitz-Zehlendorf, en el suroeste de Berlín. La ciudad también incluye el barrio de Südende.

## Historia
Cuando el caballero Enrique de Steglitz fue mencionado por primera vez tras una hazaña en 1197, en 1375 la villa de Steglitz fue nombrada por primera vez en el landbuch del Emperador Carlos IV, que al mismo tiempo era también gobernador del Electorado de Brandeburgo.
En 1792 fue la primera localidad con carreteras pavimentadas de la época prusiana. Debido a la nueva carretera, una pequeña localidad se vio beneficiada por la localización de la autopista Imperial Reichsstraße 1, (actual Bundesstraße 1), la cual conectaba con otras rutas durante la Edad Media. La antigua carretera cruzaba el extremo oeste de Alemania desde Aquisgrán y Colonia hasta Berlín para seguir hacía Königsberg en Prusia Oriental.
La ciudad fue también un punto estratégico para la construcción de la línea ferroviaria Stammbahn de los Ferrocarriles Prusianos en 1838, siendo esta la primera línea prusiana en conectar Berlín con Potsdam. En 1850, Steglitz fue en el tramo de la línea y de los sistemas férreos. 
La periferia suroeste de Berlín experimentó un considerable apogeo en la segunda mitad del siglo XIX cuando se construyeron lujosas zonas residenciales en los barrios vecinos de Lichterfelde y Dahlem. La parte oeste y este de Lichterfelde fueron construidas por el empresario Johann von Carstenn y fueron denominadas Villekolonien: asentamientos formados por villas o mansiones. En el este de Südende se fundó el asentamiento en 1873. La ciudad empezó a prosperar como zona comercial a lo largo de la Schloßstrase además de beneficiar económicamente a Lichterfelde y Dahlem. En 1901 se formó el primer grupo juvenil Wandervogel (equivalente a los Boy Scouts) en el sótano del ayuntamiento.
En 1920 fue incorporada a la ciudad de Berlín junto con los barrios aledaños. Desde 1920 hasta el año 2000 pasó a denominarse el distrito IX (Bezirk Steglitz). Desde el final de la Segunda Guerra Mundial en 1945 hasta la reunificación alemana en 1990, la ciudad estuvo bajo control estadounidense. En 2001 se realizó una reforma administrativa en el que el área suroeste berlinesa se uniría en un nuevo barrio llamado Steglitz-Zehlendorf en el que a día de hoy es distrito residencial más industrializado de los doce distritos.

## Transporte público
- S-Bahn: S1 (Estaciones de Feuerbachstraße y Rathaus) S25 (Hacía Südende).
- U-Bahn: U9 (Estaciones de Walther-Schreiber-Platz, Schloßstraße y Rathaus Steglitz).
- U-Bahn: U3 (Estación de Breitenbachplatz).